# Grupa galaktyk Lew I

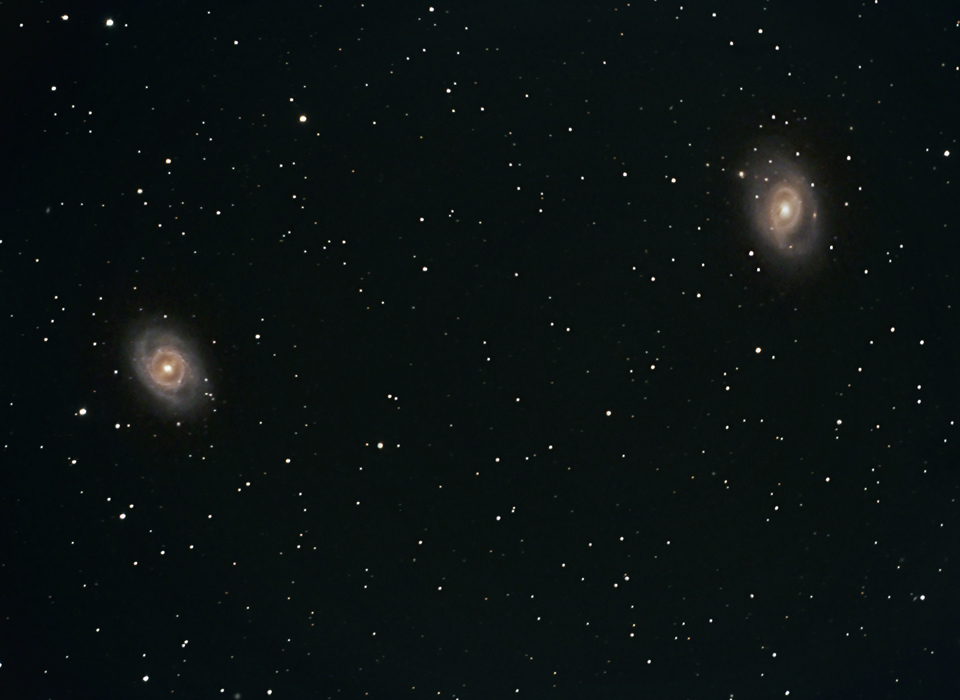
Główne galaktyki Grupy Lew I, Messier 95 po lewej i Messier 96 po prawej

Grupa galaktyk Lew I (również Grupa M96) – grupa galaktyk znajdująca się w konstelacji Lwa. Dominującymi galaktykami w tej grupie są galaktyki: Messier 96, Messier 95 oraz Messier 105. Grupa Lew I jest jedną z wielu grup należących do Supergromady Lokalnej.

## Galaktyki grupy Lew I
| Nazwa    | Typ       | Rektascensja (J2000) | Deklinacja (J2000) | Redshift (km/s) | Wielkość gwiazdowa |
| -------- | --------- | -------------------- | ------------------ | --------------- | ------------------ |
| M95      | SB(r)b    | 10h 43m 57,7s        | +11° 42′ 14″       | 778 ± 4         | 11,4               |
| M96      | SAB(rs)ab | 10h 46m 45,7s        | +11° 49′ 12″       | 897 ± 4         | 10,1               |
| M105     | E1        | 10h 47m 49,6s        | +12° 34′ 54″       | 911 ± 2         | 10,2               |
| NGC 3299 | SAB(s)dm  | 10h 36m 23,8s        | +12° 42′ 27″       | 641 ± 6         | 13,3               |
| NGC 3377 | E5.5      | 10h 47m 42,4s        | +13° 59′ 08″       | 665 ± 2         | 11,2               |
| NGC 3384 | SB(s)0    | 10h 48m 16,9s        | +12° 37′ 46″       | 704 ± 2         | 10,9               |
| NGC 3412 | SB(s)0    | 10h 50m 53,3s        | +13° 24′ 44″       | 841 ± 2         | 11,5               |
| NGC 3489 | SAB(rs)0  | 11h 00m 18,6s        | +13° 54′ 04″       | 677 ± 2         | 11,1               |